# 红麦螺
红麦螺（学名：Pyrene punctata），又名牙螺，是新腹足目麦螺科Pyrene属的一种。
主要分布于印度尼西亚、中国大陆、台湾，常栖息在潮间带岩礁。